# Ladenská alej

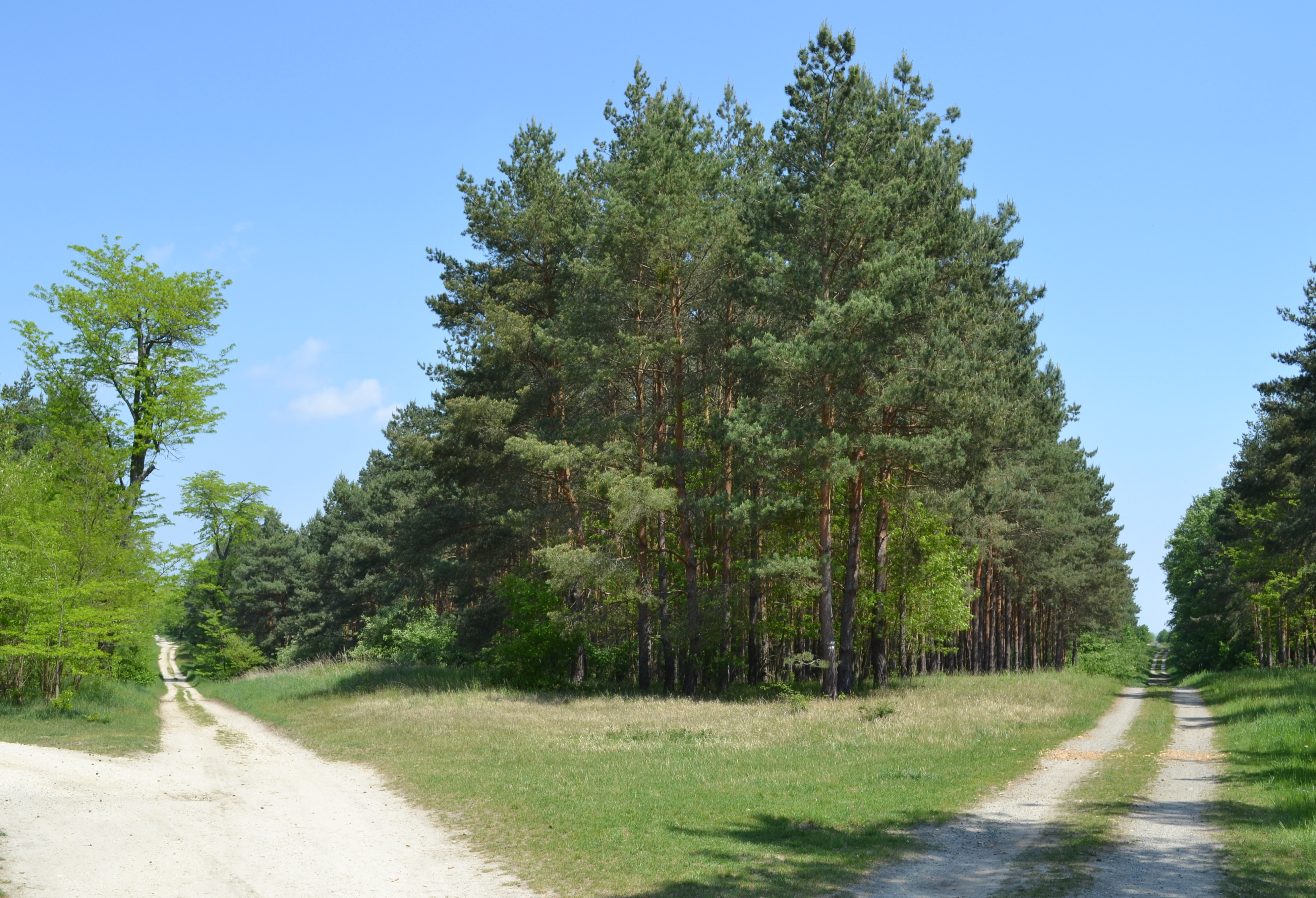
Ladenská cesta (vpravo) na křižovatce „Sedmicestí“ v Bořím lese

Ladenská alej (německy Rampersdorfer Alee) je jedna z historických alejí v komponované krajině Lednicko-valtického areálu. Byla založena počátkem 18. století. Jelikož do současnosti zůstal charakter aleje jen v malých úsecích, nazývá se také obecněji Ladenská cesta. Na jednom turistickém rozcestníku je označena i jako Valtická alej.

## Popis
Má podobu přímé cesty vedoucí v délce asi 9 km z Valtic ve směru ulice Modřínové, severním okrajem Bořího lesa, a pak polní krajinou na katastru Charvátské Nové Vsi do lužního lesa v nivě Dyje, kde končí. Až do obce Ladná cesta nevede (průsek končí ještě před řekou Dyjí), název má podle svého směru, vytyčeného jako polovina úhlu svíraného cestami z Valtic do Lednice (Bezručova alej, silnice II/422) a do Poštorné (dnes silnice I/40). Největšího převýšení dosahuje na území Valtic, jinak vede spíše po rovině nebo jen v mírném spádu. Její nadmořská výška se pohybuje mezi 157 a 221 metry. Dvakrát ji přetíná železniční trať (246 a 247).
Cesta má využití zejména pro intenzivní pěší turistiku a cykloturistiku v LVA, po úsecích vede červená nebo žlutá značka a cyklotrasy. Zpevněný úsek západně od silnice III/41417 (Lednická) slouží také pro obsluhu přilehlých zahrádek a vinic. Přímo u cesty se nachází kaplička sv. Anny, nedaleko pak Nový Dvůr, kaple sv. Huberta, Apollónův chrám, chrám Tří grácií a hájenka Lubeš.

## Stav aleje a revitalizace
Včetně navazujících kratších alejí zde dodnes existuje asi 300 starších jedinců (nejdéle z poloviny 19. století), a to od Valtic nejprve modříny, pak ořešáky (později podsazené jasanem americkým, oskeruší nebo třešní). Ořešáková část je stará asi 100 let a je v poměrně uspokojivém stavu. Ve východní části byla pak alej dosazována dubem letním.
Město Valtice pracuje na obnově přestárlé modřínové aleje mezi intravilánem a železniční tratí.